# Anapausis montana
Anapausis montana är en tvåvingeart som beskrevs av Cook 1965. Anapausis montana ingår i släktet Anapausis och familjen dyngmyggor.
Artens utbredningsområde är Montana. Inga underarter finns listade i Catalogue of Life.